# نویندورف (بایرن)
نویندورف (به آلمانی: Neuendorf) یک شهر در آلمان است که در ماین-اشپسارت واقع شده‌است. نویندورف ۸۷۶ نفر جمعیت دارد.